# Dolores de Pacheco
Dolores de Pacheco es una pedanía de Torre Pacheco, situado en la comarca del Mar Menor, en la comunidad autónoma de Región de Murcia, España. Tiene 2363 habitantes (INE 2021).

## Contexto geográfico
En sus cercanías se encuentra el Cabezo Gordo, paraje natural protegido y única elevación de la zona, donde se halla la Sima de las Palomas, un yacimiento paleontológco de gran importancia en la actualidad (próxima construcción de Museo Paleontológico Cabezo Gordo).
El Cabezo Gordo forma parte fundamental de paisaje del sureste peninsular desde tiempo inmemorial. Es la única elevación montañosa del municipio de Torre Pacheco, con una altitud máxima de 312 m s. n. m., que domina todo el municipio y la zona del Mar Menor. Las vistas que ofrece el Cabezo Gordo son realmente envidiables; desde su cima se pueden divisar todas y cada una de las poblaciones de los alrededores, convirtiéndose en la atalaya más importante de la zona. En esta elevación cabe destacar la Cueva del Agua, con túneles que traspasan toda la montaña, así como el citado yacimiento arqueológico Sima de las Palomas, aunque podremos encontrar muchas otras cuevas que taladran este pequeño montículo.
Una de sus peculiaridades radica en que, a diferencia de otras elevaciones del Mar Menor que son de origen volcánico, las rocas que forman el Cabezo Gordo son mayoritariamente de origen sedimentario y del tipo calizas, aunque se encuentran presentes las del tipo metamórfico (mármoles y otros). Posee una flora caracterizada por su adaptación a la extrema aridez y ambientes rocosos. En su zona norte existe un microclima algo menos árido con variedad de especies arbóreas, predominando la Pinus Pinea. Desde el punto de vista faunístico también tiene una considerable importancia, ya que en él habitan diversas especies de vertebrados propios de sistemas calizos que no aparecen en el resto de la comarca, destacando la abundancia relativa de especies de mamíferos y aves rapaces.

## Arqueología
Especial atención merecen los hallazgos paleoantropológicos de fragmentos craneales y maxilares, que desde 1994, se realizan en el yacimiento arqueológico de la Sima de las Palomas, con datación de 200.000-500.000 años, haciendo referencia a la presencia de dos morfotipos distintos: el Homo Sapiens Neanderthalensis y el Homo Sapiens Arcaico, ambos parecen apuntar a nuevos datos en la búsqueda del "eslabón perdido" entre estos y el Homo Sapiens Sapiens o Cromagnon. Este yacimiento junto con el de Atapuerca, ha recibido reconocimiento internacional como posible fuente en el avance de la paleoarqueología. La importancia del yacimiento arqueológico del Cabezo Gordo, viene constrastada con los descubrimientos y hallazgos hasta ahora encontrados, consiguiendo año tras año ampliar con sus excavaciones la cantidad y calidad de restos fósiles, que tienen la ventaja, según especialistas, de estar estratificados y poseer una importante presencia en la "industria" paleolítica. Las excavaciones están dirigidas por el profesor de paleontropología de la Facultad de Biología de la Universidad de Murcia. D. Michael Walker.

## Patrimonio cultural
Destacan sus procesiones de Semana Santa y su iglesia.
La iglesia, catalogada en el Servicio Regional de Patrimonio Histórico de la Dirección General de Cultura, es de origen barroco, a la que se han añadido ciertos elementos arquitectónicos a lo largo de los años. Posee una nave con capillas intercomunicadas y abiertas a la nave central por arcos de medio punto. También posee un retablo y un interesante camarín. A los pies de la iglesia se sitúan la torre y la capilla-cripta de los Ayuso, en la que descansan varios miembros de esa familia. En esta capilla se conservan pinturas de Querubina Ayuso, fechadas y firmadas en 1.887; fecha de la que data este nuevo elemento de la construcción.
Semana Santa de Dolores de Pacheco. 
Dentro de la Semana Santa de la población, destaca la presencia de varias hermandades que narran la pasión, muerte y resurrección de Jesucristo a lo largo de varios días. Las más destacadas son las de la Virgen de los Dolores, San Juan Evangelista, Cristo Yacente, Cristo Crucificado, Santa María Magdalena y Nuestro Señor Jesucristo Resucitado. Las tallas que procesionenan se deden a las manos de José Sánchez Lozano, Ramón Cuenca o Gregorio Henarejos.

## Fiestas patronales
Las fiestas patronales de Dolores de Pacheco se celebran en el mes de septiembre, donde se rinde tributo a la Virgen de los Dolores.Durante la celebración los vecinos del municipio muestran la imagen de la Virgen por todas las calles , siendo el punto de partida y de retorno la Iglesia del pueblo. Esta celebración tiene lugar tanto en Semana Santa como en las fiestas patronales.
En cuanto a las diversas actividades realizadas por los vecinos, dicha fiesta empieza con la elección y coronación de la reina de las fiestas y de las damas que le acompañan, las cuales se eligen mediante un sorteo al azar. Al mismo tiempo se procede a la construcción del recinto de peñas, donde los vecinos se agrupan para festejar el evento mediante comidas, cenas y juegos populares con su correspondiente premio (Día interpeñas).Otro actividad no lucrativa realizada es la organización de un pequeño evento inspirado en el popular concurso del verano, Grand Prix.
Otra actividad de importancia es el concurso de carreras de cintas con caballos, torneos deportivos de Fútbol Sala y de Baloncesto , gracias a la instalaciones deportivas del pueblo.
Por último queda mencionar el evento de concentración motera, donde se aprovecha la gastronomía local como pan con sobrasada, morcilla y migas.

## Comunicaciones

### Por carretera
Dispone de accesos en las vías RM-F27 y RM-F29.

### Autobús
La localidad cuenta con una línea de transporte público urbana:
| Línea | Recorrido                                   | Operador      |
| ----- | ------------------------------------------- | ------------- |
| 2     | Dolores - Balsicas - Roldán - Torre-Pacheco | El Pasico Bus |

El servicio de viajeros por carretera del municipio se engloba dentro de la marca Movibus, el sistema de transporte público interurbano de la Región de Murcia (España), que incluye los servicios de autobús de titularidad autonómica.
| Línea | Recorrido                                                                           | Recorrido                                                                           | Recorrido                                                                           | Operador       |
| ----- | ----------------------------------------------------------------------------------- | ----------------------------------------------------------------------------------- | ----------------------------------------------------------------------------------- | -------------- |
| 411   | Cartagena - Torre Pacheco - Dolores de Pacheco - San Javier - San Pedro del Pinatar | Cartagena - Torre Pacheco - Dolores de Pacheco - San Javier - San Pedro del Pinatar | Cartagena - Torre Pacheco - Dolores de Pacheco - San Javier - San Pedro del Pinatar | ALSA (TUCARSA) |

Además, presta servicio la siguiente línea interurbana:
| Línea   | Recorrido                                            | Operador |
| ------- | ---------------------------------------------------- | -------- |
| MUR-055 | Murcia - Torre-Pacheco - Los Alcázares - Los Narejos | Interbus |

## Personajes ilustres
- Ana Vidal Egea: Poetisa y profesora de español en EE. UU.